# Sinagoga di Mondovì
La sinagoga di Mondovì si trova in Via Vico al numero 65, e fu realizzata nella seconda metà del XVIII secolo. 
Dopo la confinazione degli ebrei decretata nei primi decenni del Settecento da Vittorio Amedeo II, non avrebbe dovuto avere elementi architettonici visibili dall'esterno. Venne perciò allestita ristrutturando un alloggio al secondo piano e ultimo piano. 
Essa è composta da quattro differenti camere: la sala delle celebrazioni, l'aula scolastica, la terrazza a veranda ed il matroneo. Piccola e riccamente arredata, conserva tuttora gli originali arredi barocchi in legno dorato e laccato. Pregevoli sono le cornici, i pannelli e le colonne tortili, intagliate a mano. 
L'Arca santa, contenente le tavole della legge, ed il Menorah (candelabro con sette braccia), era posta nella parete rivolta verso Gerusalemme. Erano custoditi i quattordici rotoli delle Sacre Scritture ed i cinque libri della Torah, scritti in caratteri ebraici. 
I lampadari sono di cristallo. 
Piacevole a vedersi è anche il pulpito ottagonale (Bimah), scolpito in legno dorato. 
Lungo le pareti sono disposti alcuni banchi. Pregevoli sono le sei finte finestre dipinte riportanti passi della Bibbia e la finta trabeazione floreale del soffitto. 

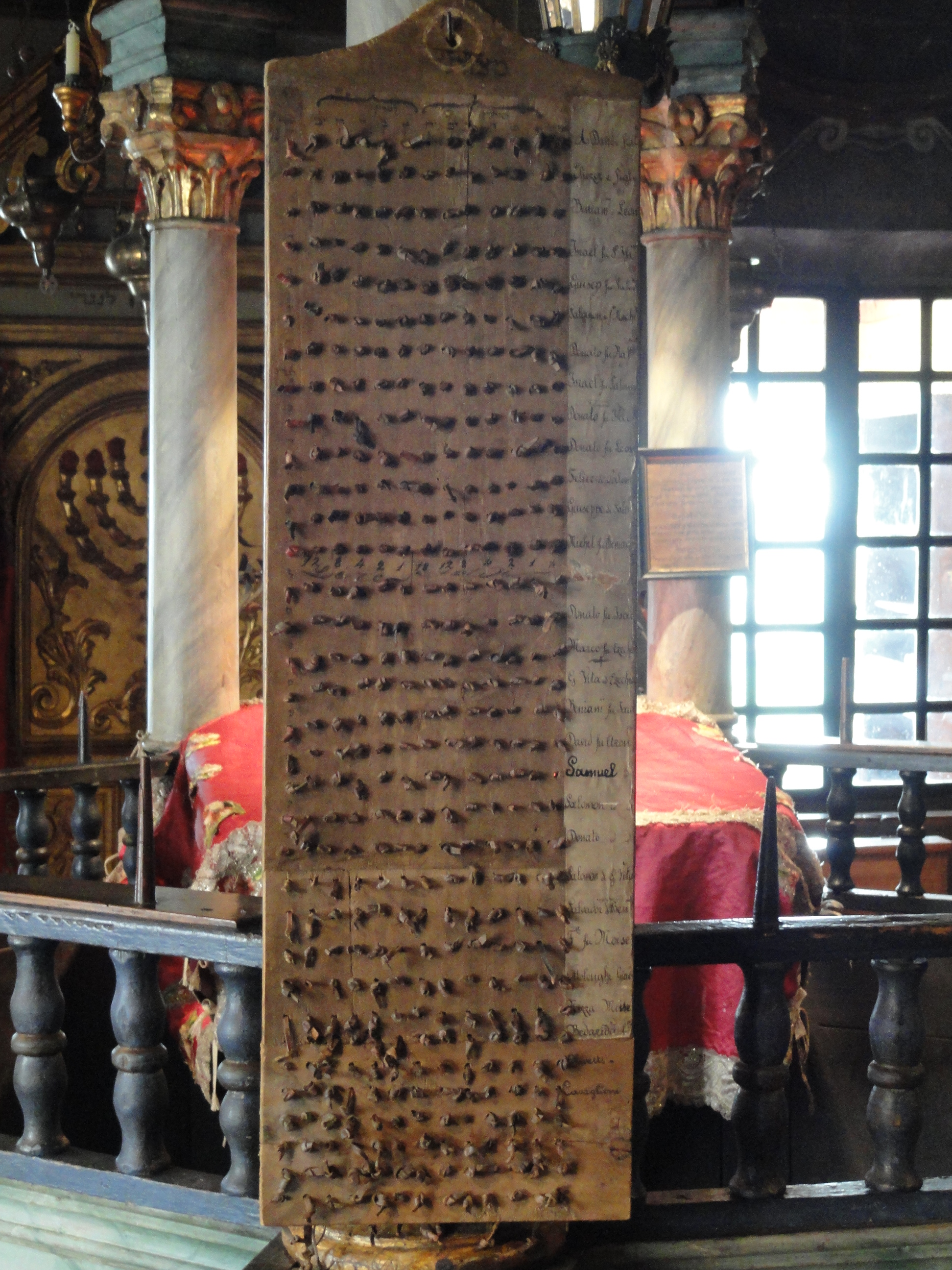
Sinagoga di Mondovì

Nel 1917 la comunità si unì a quella di Cuneo. I documenti che vi erano conservati, vennero spostati a Torino in base alla Legge 24 giugno 1929, n. 115, sulle disposizioni dei culti ammessi, diventando, con Regio decreto del 30 ottobre 1930, parte della comunità israelitica di Torino, dove venne traslato quasi tutto il materiale di archivio ed i rotoli della legge. 
Il poco materiale che era rimasto nella torre andò distrutto nel bombardamento del 22 novembre 1942. Tra i documenti conservati a Cuneo vi fanno parte anche quelli del Fondo della Comunità israelitica di Mondovì composti di 1277 unità che coprono il periodo dal 1809-1916.
Questa scarsissima documentazione permette comunque di ricostruire la vita della piccola comunità ebraica. Nel 1924 venne celebrato l'ultimo matrimonio.